# 西町 (柏市)
西町（にしちょう）は、千葉県柏市の町名。郵便番号は〒277-0844。

## 地理
柏市西町は柏駅の西にある柏市中心部の住宅地のひとつ。町域は柏市都市計画道路柏駅西口線の北側、小高い丘の上にある。篠籠田・明原・豊四季台・かやの町と隣接する。主に住宅地として利用されている。
将来的に柏都市計画道路3･4･22号吉野沢高野台線が中央部を縦断する計画があるため、町域の道路はまがりくねった路地が多いままになっている。

## 歴史
1968年（昭和43年）1月1日、篠籠田の一部より起立された。全域が篠籠田の旧小字「宮前」という地域にあたる。
「西町」という名称の由来は不明だが、柏市全体から見れば西側とは言い難く、柏駅からの方角により命名されたと考えられる。

## 世帯数と人口
2017年（平成29年）10月31日現在の世帯数と人口は以下の通りである。
| 町丁 | 世帯数  | 人口    |
| ---- | ------- | ------- |
| 西町 | 716世帯 | 1,528人 |

## 小・中学校の学区
市立小・中学校に通う場合、学区は以下の通りとなる。
| 番地 | 小学校             | 中学校             |
| ---- | ------------------ | ------------------ |
| 全域 | 柏市立柏第七小学校 | 柏市立柏第三中学校 |

## 交通

### 鉄道
- 最寄駅は柏駅で、徒歩20分程度である。

### バス
東武バスイースト
- 向原住宅および柏第七小学校入口バス停

## 施設
- 西町町会ふれあいセンター
- 西町市民植樹の森